# Oziroe argentinensis
Oziroe argentinensis är en sparrisväxtart som först beskrevs av Miguel Lillo och Lucien Leon Hauman, och fick sitt nu gällande namn av Franz Speta. Oziroe argentinensis ingår i släktet Oziroe och familjen sparrisväxter. Inga underarter finns listade i Catalogue of Life.